# ماريكا لاغركرانتس
ماريكا كارين لويز لاغركرانتس (ولدت في 12 يوليو 1954) هي ممثلة سويدية. شغلت منصب الملحق الثقافي للسويد في سفارة برلين في ألمانيا منذ عام 2011. 
ولدت لاغركرانتس في سولنا . وهي ابنة أولوف لاغركرانتز، حفيدة هانز روين، وشقيقة ديفيد لاغركرانتس، وابنة عم لارس ويوهان لونروث. شاركت في الموسم 10 من Stjärnorna på slottet التي يتم بثها على التلفزيون السويدي .

## فيلموغرافيا مختارة
| عام  | فيلم                     | دور           | ملاحظات                                                              |
| ---- | ------------------------ | ------------- | -------------------------------------------------------------------- |
| 2009 | الفتاة صاحبة وشم التنين ‏ | سيسيليا فانجر |                                                                      |
| 2000 | نميمة                    | كارين كالترز  |                                                                      |
| 1995 | كل الأشياء عادلة         | فويلا         |                                                                      |
| 1993 | حلم ريتا ‏                |               | رشحت لجائزة أفضل ممثلة في حفل توزيع جوائز Guldbagge التاسعة والعشرين |
| 1993 | رحلة الجد ‏               |               | رشحت لجائزة أفضل ممثلة في حفل توزيع جوائز Guldbagge التاسعة والعشرين |

### التلفاز
- Rapport till himlen (1994)

## روابط خارجية
- ماريكا لاجركرانتز على موقع IMDb (الإنجليزية)
- ماريكا لاجركرانتز على موقع ميتاكريتيك (الإنجليزية)
- ماريكا لاجركرانتز على موقع روتن توميتوز (الإنجليزية)
- ماريكا لاجركرانتز على موقع ألو سيني (الفرنسية)
- ماريكا لاجركرانتز على موقع أول موفي (الإنجليزية)
- ماريكا لاجركرانتز على موقع قاعدة بيانات الأفلام السويدية (السويدية)
- ماريكا لاجركرانتز على موقع أول ميوزيك (الإنجليزية)
- ماريكا لاجركرانتز على موقع ديسكوغز (الإنجليزية)
- ماريكا لاجركرانتز على موقع قاعدة بيانات الفيلم (الإنجليزية)
- ماريكا لاجركرانتز على موقع كينوبويسك (الروسية)